# نمر العدوان (مسلسل)
نمر العدوان مسلسل أردني قديم من إنتاج تلفزيون دبي عام 1975 وقد كتبه روكس بن زائد العزيزي وسيناريو وحوار خالد حمدي وعبد العزيز هلال ويحكي قصة حياة الشاعر والفارس الشيخ نمر العدوان وكان من بطولة: محمود أبو غريب وطلحت حمدي ونبيل المشيني وسلمى المصري ومحمد العبادي ووليد بركات وهالة شوكت. وقام بإخراجه صلاح أبو هنود في استوديوهات تلفزيون دبي في 15 حلقة